# フォルクスワーゲン・アレーナ
フォルクスワーゲン・アレーナ（Volkswagen Arena、UEFA管轄試合時にはVfLヴォルフスブルク・アレーナ）はドイツ・ニーダーザクセン州・ヴォルフスブルクにあるサッカースタジアム。ブンデスリーガ1部・VfLヴォルフスブルクのホームスタジアムである。命名権は同地に本社をおくフォルクスワーゲンが取得している。

## 概要
スタジアムは総工費5300万ユーロを投じて建設 
。開場は2002年12月13日であり、それ以前VfLヴォルフスブルクは陸上競技場であるVfLスタジアムを本拠地にしていた。こけら落とし試合はVfBシュトゥットガルト戦。
2011 FIFA女子ワールドカップ会場の一つであり、大会期間中はFIFA規定により、FIFA公式スポンサー以外の企業名・商標は表示を禁じているため、呼称は「アレーナ・イム・アラーパルク・ヴォルフスブルク」あるいは「FIFA女子ワールドカップスタジアム・ヴォルフスブルク」とされた。FIFA女子ワールドカップでは準々決勝のサッカードイツ女子代表 ☓ サッカー日本女子代表戦が行われた会場でもある。
サッカーのほか、他のイベントにも貸し出され、ヘルベルト・グレーネマイヤー、アナスタシア、エルトン・ジョンのコンサートも行った実績がある。
2011年7月9日にFIFA女子ワールドカップで日本女子代表がドイツ女子代表に、2023年9月9日に国際親善試合で日本代表がドイツ代表に勝利した地でもある。

## ギャラリー

外観
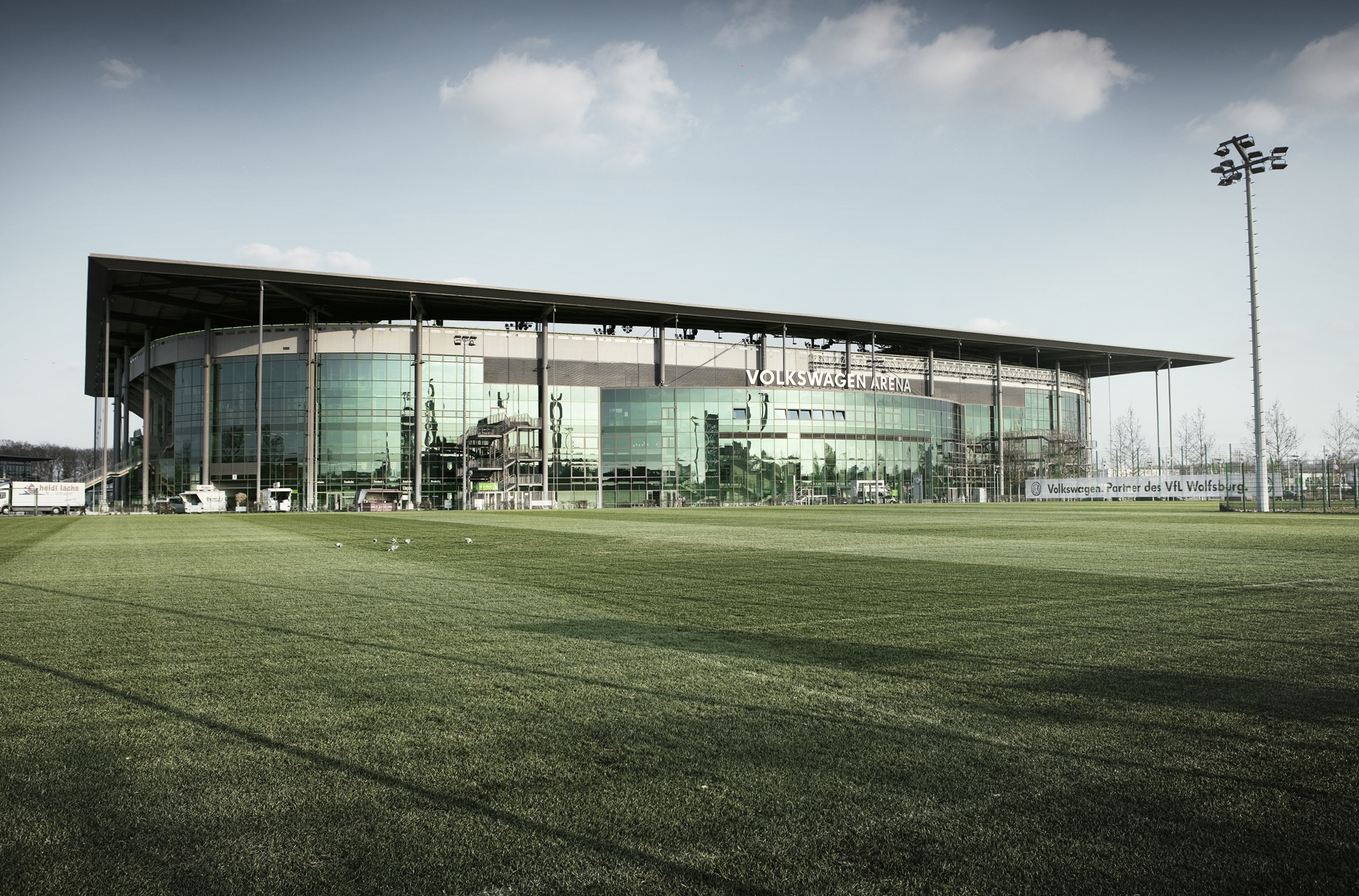
ファサード
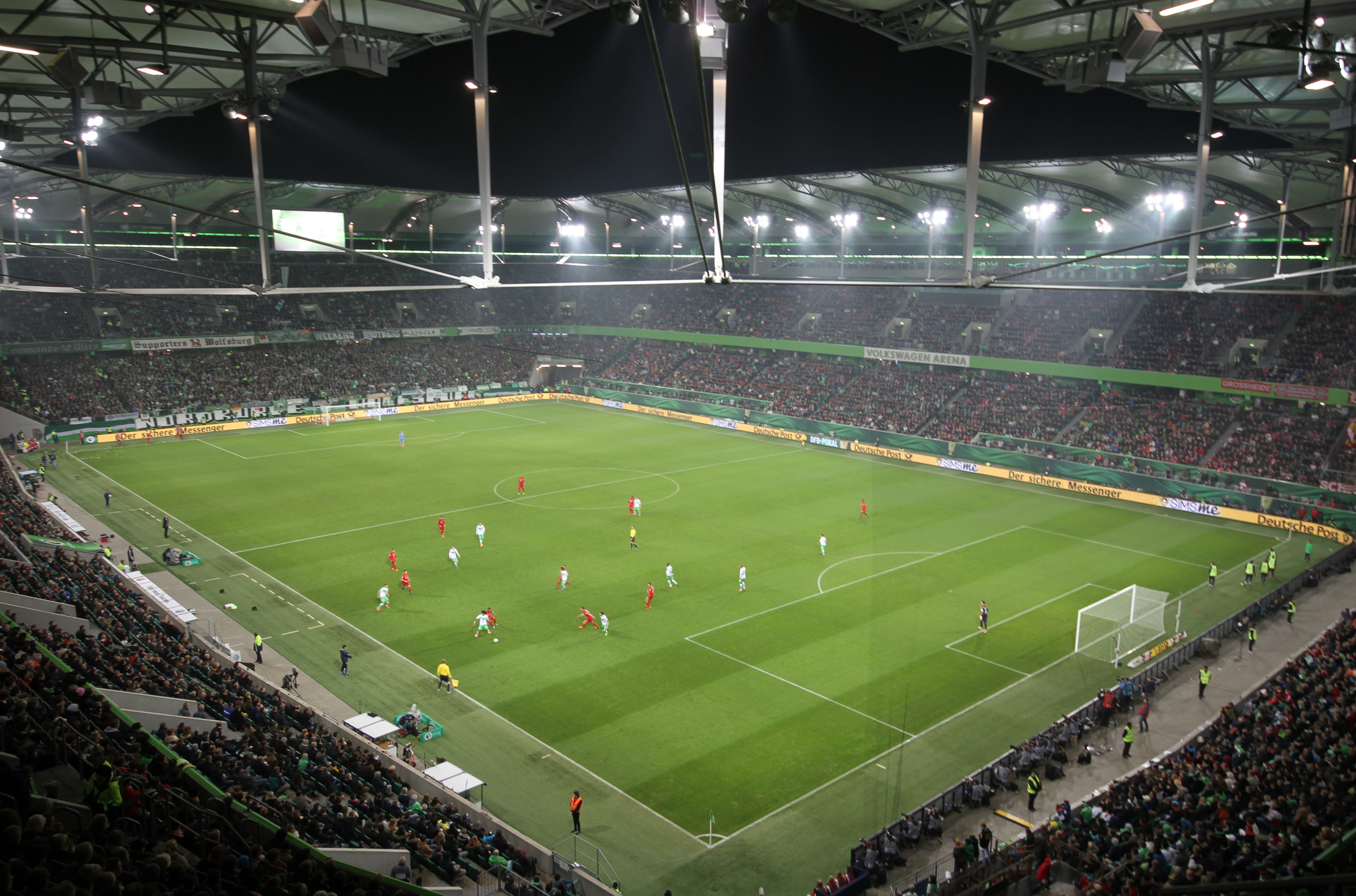
内観
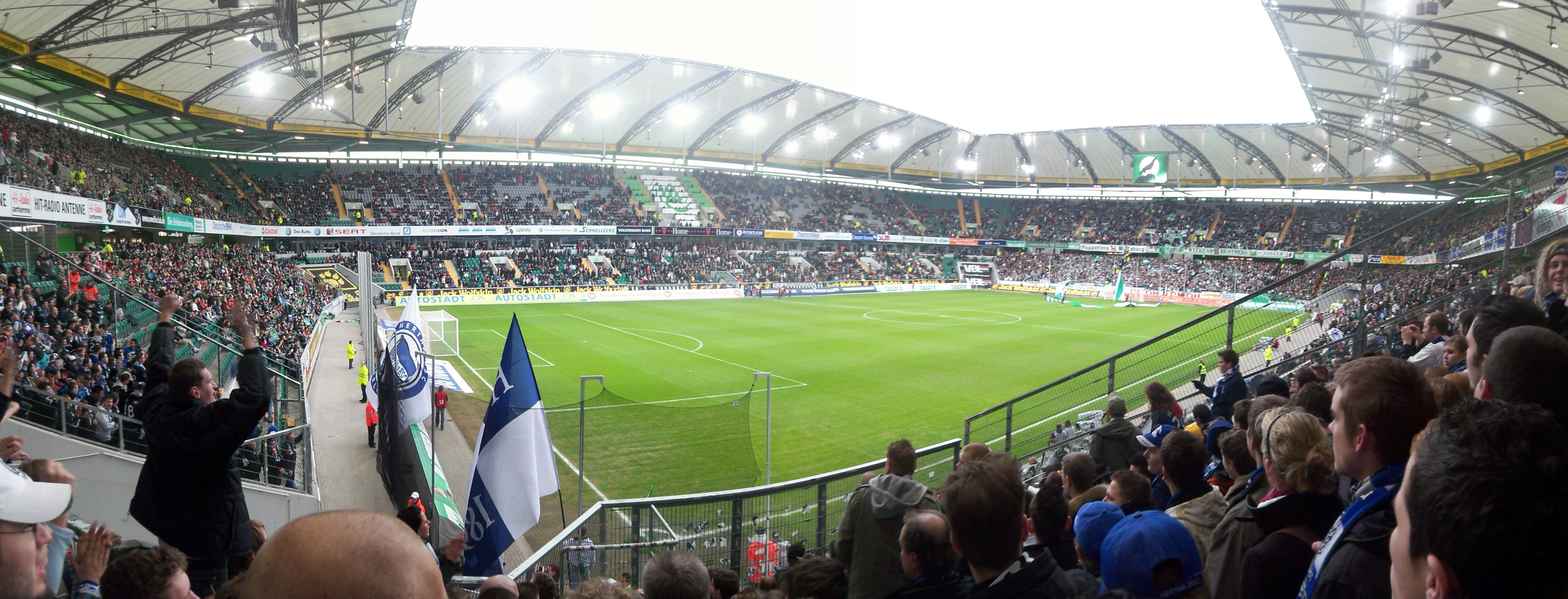
パノラマ